# Dolphin (émulateur)
Pour les articles homonymes, voir Dolphin.
Dolphin est un émulateur libre et open source des consoles Nintendo GameCube et Wii pour PC et mobile. Son nom fait référence au projet Dolphin, le nom de code de la GameCube durant sa période de développement. 
Dolphin est l’émulateur le plus abouti de la GameCube et le seul pour Wii sur Windows, macOS, Linux et Android.
Cet émulateur permet de jouer à une résolution vidéo supérieure, d'améliorer les textures grâce au filtrage anisotrope, de jouer à des jeux GameCube en format 16:9, d'utiliser le NetPlay, d'utiliser différentes manettes et d'ajouter des cheats codes et des patchs.

## Compatibilité
La compatibilité est un des points forts de Dolphin. En effet, beaucoup de jeux fonctionnent et les bugs sont rares et généralement peu gênants. Ainsi, Mario Kart Wii, Super Smash Bros. Brawl, Xenoblade Chronicles, The Legend of Zelda: The Wind Waker, Luigi's Mansion ou encore Super Mario Galaxy sont des exemples de jeux qui fonctionnent très bien.
Il est possible pour tous les jeux fonctionnant sous Dolphin de passer outre à la restriction graphique de la Wii et de la GameCube afin d'y jouer en 1080p, en 4K, voire plus.

## Manettes
Dolphin est capable d'émuler les manettes de GameCube ou de Wii avec n'importe quelle manette reliée à l'ordinateur (vous pouvez également utiliser votre clavier et/ou votre souris) mais les manettes officielles de Nintendo fonctionnent parfaitement : les manettes GameCube ont simplement besoin d'un adaptateur spécifique pour les relier à l'ordinateur (adaptateur GameCube pour Wii U). Les manettes de Wii utilisent la technologie Bluetooth, ce qui rend possible la connexion des manettes avec l'ordinateur possédant une clé Bluetooth compatible. Cependant, les nouvelles manettes de Wii (Wii Remote Plus Inside) ont souvent du mal à se connecter sous Windows 7 car elles utilisent un fonctionnement différent des anciennes manettes. Les extensions des manettes fonctionnent sans problème (excepté le Wii Motion Plus qui ne fonctionne pas sur des adaptateurs Bluetooth classiques pour l'instant).